# Aepypodius arfakianus
O peru-do-mato-de-barbela ou peru-do-mato-de-cabeça-azul   (Aepypodius arfakianus) é um megapodiídeo encontrado na ilha de Nova Guiné (Indonésia e Papua-Nova Guiné).